# Café+Co
Die Café+Co International Holding GmbH (Eigenschreibweise: café+co) ist eine in Österreich sowie Mittel- und Osteuropa tätige Unternehmensgruppe mit Sitz in Wien. Unternehmensgegenstand ist der Betrieb von Selbstbedienungsautomaten für Heißgetränke, Kaltgetränke, Snacks und Süßwaren sowie die Führung von Betriebsrestaurants. Unter dem Namen Café+Co Express werden seit Herbst 2017 SB-Restaurants betrieben.

## Geschichte

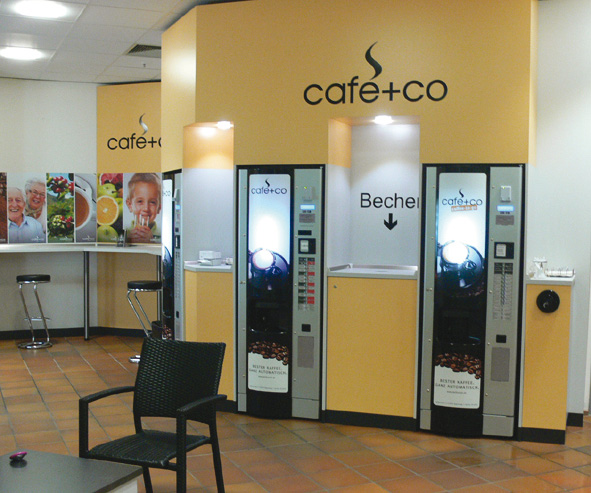
Café+Co-Automaten im Klinikum Ingolstadt, Deutschland

Die Anfänge der heutigen Café+Co Gruppe gehen auf die Gründung der Delikomat Betriebsverpflegung GmbH im Jahr 1972 sowie die der 1999 erworbenen Vendare Warenhandelgesellschaft mbH im Jahr 1973 zurück. In den 1990er-Jahren wurde mit der Expansion in die Staaten Mittel- und Osteuropas begonnen. 
Im Jahr 2000 wurden alle Beteiligungen unter der neu gegründeten Café+Co International Holding zusammengefasst und im Jahr 2002 wurde Café+Co zur Dachmarke für die gesamte Gruppe.
Café+Co ist eine Tochtergesellschaft der Leipnik-Lundenburger Invest Beteiligungs AG.
Die Unternehmensgruppe hat über 60.000 Kaffee-, Getränke- und Snackautomaten in Österreich und sieben weiteren Ländern. Bei über 2.100 Mitarbeitern lag im Geschäftsjahr 2022/23 der Jahresumsatz bei über 295 Millionen Euro.
Im Jahr 2018 wurde die neue Firmenzentrale in Wien-Inzersdorf eröffnet.

## Tochtergesellschaften
Café+Co International Holding hat unter anderem folgende Tochtergesellschaften:
- Österreich – Café+Co Österreich Automaten-Catering und Betriebsverpflegung GmbH
- Deutschland – Café+Co Deutschland GmbH, Regensburg
- Tschechien – Delikomat s.r.o. nápojové automaty, Brno-Modřice
- Slowakei – Delikomat Slovensko spol. S.r.o., Stupava
- Ungarn – Café+Co Ital- és Ételautomata Kft., Alsónémedi
- Slowenien – Delikomat d.o.o. Maribor, Maribor
- Polen – Delikomat Polska Sp. z o.o., Bielsko-Biała
- Serbien – Delikomat d.o.o., Čačak